# Meagan Duhamel
Pour les articles homonymes, voir Duhamel.
Meagan Duhamel, née le 8 décembre 1985 à Lively (Ontario), est une patineuse artistique canadienne. Elle a patiné avec plusieurs partenaires. Actuellement elle patine avec Eric Radford avec qui elle est double championne du Canada (2012 et 2013, championne des quatre continents (2013) et deux fois médaillé de bronze lors des Mondiaux.

## Biographie

### Carrière sportive
Duhamel a longtemps concouru en même temps en simple et en couple. Avec son partenaire précédent, Ryan Arnold, ils sont devenus les premiers patineurs à exécuter un triple Lutz côte-à-côte en compétition, lors des championnats du Canada 2005. En 2006, Duhamel et Arnold ont mis fin à leur association. La même année, Meagan dut déclarer forfait de ses compétitions de Grand Prix en simple à cause d'une blessure. Aux championnats du Canada 2007, elle s'est classé sixième.

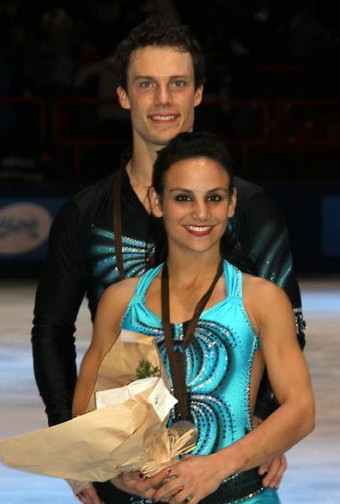
Meagan Duhamel avec Craig Buntin au Trophée Éric Bompard 2008.

Avant de faire équipe avec Buntin, Meagan s'entraînait à la Mariposa School of Skating avec Lee Barkell. Le 7 juin 2007, Skate Canada annonçait la nouvelle association de Duhamel avec Craig Buntin. À la suite de sa nouvelle association, Duhamel n'a pas participé à aucune compétition en simple. Ayant remporté la médaille de bronze à leur premiers championnats du Canada, Duhamel et Buntin ont participé à leurs premiers championnats du monde. Ils ont terminé en sixième place. Leur classement combiné à la troisième place de Dubé/Davison, permet au Canada de conserver 3 places au prochain championnat.
Durant la saison 2008/2009, Duhamel et Buntin ont participé au Skate America et au Trophée de France, où ils ont terminé quatrième et troisième. Un événement inhabituel se produisit durant leur performance du programme libre au Trophée Éric Bompard, lorsque Duhamel coupa accidentellement le dessus de la main de Buntin avec son patin. Ils reprirent leur performance après une brève interruption pour permettre à Buntin de recevoir les premiers soins. Durant les championnats du Canada 2009, ils ont démarré en force lorsqu'ils se sont classés premiers du programme court. Ils ont terminé deuxièmes, tout juste derrière Dubé/Davison. Ils ont également participé aux championnats des quatre continents, où ils ont terminé quatrièmes.
Aux Jeux olympiques d'hiver de 2014, le couple Duhamel / Radford contribue à la médaille d'argent du Canada lors de l'épreuve par équipes.

## Palmarès

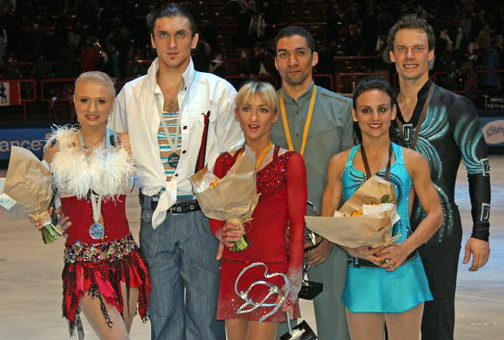
De gauche à droite : Maria Mukhortova/Maksim Trankov, Aljona Savchenko/Robin Szolkowy, Meagan Duhamel/Craig Buntin au Trophée Éric Bompard 2008.

### En individuel
| Compétition                   | 2003 | 2004 | 2005 | 2006 | 2007 |  |  |  |  |  |  |  |  |  |
| Quatre continents             |      |      |      | 5e   |      |  |  |  |  |  |  |  |  |  |
| Championnats du Canada        |      | 10e  | 7e   | 4e   | 6e   |  |  |  |  |  |  |  |  |  |
| Championnats du monde juniors | 13e  |      |      |      |      |  |  |  |  |  |  |  |  |  |
|                               |      |      |      |      |      |  |  |  |  |  |  |  |  |  |

### En couple artistique
Avec trois partenaires:
- Ryan Arnold (2 saisons : 2004-2006)
- Craig Buntin (3 saisons : 2007-2010)
- Eric Radford (8 saisons : 2010-2018)

| Compétition                         | 2005    | 2006    |  | 2007    | 2008    | 2009    | 2010    |  | 2011    | 2012    | 2013    | 2014    | 2015    | 2016    | 2017    | 2018    |  |  |
| Jeux olympiques d'hiver             |         |         |  |         |         |         |         |  |         |         |         | 7e      |         |         |         | 3e      |  |  |
| Championnats du monde               |         |         |  |         | 6e      | 8e      |         |  | 7e      | 5e      | 3e      | 3e      | 1re     | 1re     | 7e      | F       |  |  |
| Quatre continents                   |         |         |  |         |         | 4e      | 3e      |  | 2e      | 4e      | 1re     |         | 1re     | A       | 2e      |         |  |  |
| Championnats du Canada              | 8e      | 6e      |  |         | 3e      | 2e      | 3e      |  | 2e      | 1re     | 1re     | 1re     | 1re     | 1re     | 1re     | 1re     |  |  |
| Championnats du monde juniors       | 8e      |         |  |         |         |         |         |  |         |         |         |         |         |         |         |         |  |  |
|                                     |         |         |  |         |         |         |         |  |         |         |         |         |         |         |         |         |  |  |
| Grand Prix ISU                      | 2004/05 | 2005/06 |  | 2006/07 | 2007/08 | 2008/09 | 2009/10 |  | 2010/11 | 2011/12 | 2012/13 | 2013/14 | 2014/15 | 2015/16 | 2016/17 | 2017/18 |  |  |
| Finale du Grand Prix                |         |         |  |         |         |         |         |  |         | 5e      | 4e      | 5e      | 1re     | 2e      | 3e      | 3e      |  |  |
| Skate America                       |         |         |  |         |         | 4e      | A       |  |         |         |         |         |         |         |         | 3e      |  |  |
| Skate Canada                        |         |         |  |         | 6e      |         |         |  | 5e      | 3e      | 2e      | 3e      | 1re     | 1re     | 1re     | 1re     |  |  |
| Coupe de Chine                      |         |         |  |         |         |         | 4e      |  |         |         |         |         |         |         |         |         |  |  |
| Trophée de France                   |         |         |  |         |         | 3e      |         |  |         | 3e      | 2e      | 2e      |         |         |         |         |  |  |
| Trophée NHK                         |         |         |  |         |         |         |         |  |         |         |         |         | 1re     | 1re     | 1re     |         |  |  |
| Légende : F = Forfait ; A = Abandon |         |         |  |         |         |         |         |  |         |         |         |         |         |         |         |         |  |  |

## Par équipe
- Championne olympique par équipe aux Jeux olympiques d'hiver de 2018